# Avignon Volley-Ball 2012-2013
Questa voce raccoglie le informazioni riguardanti l'Avignon Volley-Ball nelle competizioni ufficiali della stagione 2012-2013.

## Organigramma societario
Area direttiva
- Presidente: Thierry Minssen

Area tecnica
- Allenatore: José Amet
- Allenatore in seconda: Jean-Claude Amoureux, Thomas Quievreux

## Rosa
| N° | Nome             | Ruolo | Data di nascita   | Nazionalità sportiva |
| -- | ---------------- | ----- | ----------------- | -------------------- |
| 1  | Clément Daniel   | L     | 24 maggio 1991    | Francia              |
| 3  | Thibault Carn    | S/O   | 2 giugno 1992     | Francia              |
| 5  | Martial Gore     | S/O   | 22 febbraio 1990  | Costa d'Avorio       |
| 6  | Evrard Frontin   | S/O   | 6 novembre 1980   | Francia              |
| 7  | Ivan Walter      | S/O   | 16 febbraio 1982  | Brasile              |
| 8  | Michal Červeň    | C     | 16 dicembre 1977  | Slovacchia           |
| 9  | Yoann Jaumel     | P     | 16 settembre 1987 | Francia              |
| 10 | Diego Santos     | C     | 1º maggio 1982    | Brasile              |
| 11 | Quentin Rossard  | P     | 6 novembre 1991   | Francia              |
| 12 | Ornel Demua      | C     | 16 settembre 1992 | Francia              |
| 13 | Rémi Granier     | C     | 16 maggio 1987    | Francia              |
| 14 | Romain Delpech   | S/O   | 6 agosto 1986     | Francia              |
| 15 | Christopher Suve | S/O   | 22 aprile 1992    | Francia              |